# Formazioni di Extraliga slovacca di pallavolo maschile 2013-2014
Formazioni delle squadre di pallavolo partecipanti alla stagione 2013-2014 del campionato di Extraliga slovacca.

## Volejbalového Klubu Chemes Humenné
| N° | Nome                | Ruolo | Data di nascita   | Nazionalità sportiva |
| -- | ------------------- | ----- | ----------------- | -------------------- |
| -  | Richard Vlkolinský  | All   | 27 aprile 1969    | Slovacchia           |
| 1  | Milan Javorčík      | S     | 19 giugno 1985    | Slovacchia           |
| 3  | Mikołaj Sarnecki    | S/O   | 29 luglio 1987    | Polonia              |
| 4  | Jakub Bališin       | C     | 28 settembre 1990 | Slovacchia           |
| 5  | Milan Mizerák       | C     | 27 ottobre 1982   | Slovacchia           |
| 6  | Martin Pavelka      | S     | 6 luglio 1992     | Slovacchia           |
| 7  | Jakub Hriňák        | P     | 1º ottobre 1990   | Slovacchia           |
| 8  | Radosław Szymczak   | L     | 8 maggio 1982     | Polonia              |
| 9  | Peter Mlynarčík     | S/O   | 29 novembre 1991  | Slovacchia           |
| 10 | Peter Beňa          | S     | 28 agosto 1978    | Slovacchia           |
| 11 | Jakub Joščák        | C     | 28 settembre 1980 | Slovacchia           |
| 12 | Martin Benčič       | C     | 10 dicembre 1979  | Slovacchia           |
| 15 | Miroslav Jakubov    | S     | 4 giugno 1987     | Slovacchia           |
| 17 | Róbert Boldy        | L     | 30 settembre 1994 | Slovacchia           |
| 18 | Miguel Ángel de Amo | P     | 16 settembre 1985 | Spagna               |

## Volejbalový Klub Spartak Komárno
| N° | Nome             | Ruolo | Data di nascita   | Nazionalità sportiva |
| -- | ---------------- | ----- | ----------------- | -------------------- |
| -  | Boris Sládeček   | All   | -                 | Slovacchia           |
| 1  | Ondrej Vavřinec  | S/O   | 3 marzo 1991      | Slovacchia           |
| 2  | Filip Zapala     | S     | 4 settembre 1991  | Slovacchia           |
| 3  | Róbert Demčák    | C     | 12 settembre 1991 | Slovacchia           |
| 4  | Peter Šmahel     | S/O   | 15 ottobre 1984   | Slovacchia           |
| 5  | Ondrej Nagy      | L     | 7 gennaio 1992    | Slovacchia           |
| 6  | Zsolt Németh     | S/O   | 26 febbraio 1993  | Slovacchia           |
| 7  | Juraj Tomášik    | P     | 19 marzo 1983     | Slovacchia           |
| 8  | Michal Čech      | L     | 18 ottobre 1982   | Slovacchia           |
| 9  | Sabolcs Németh   | L     | 16 marzo 1979     | Slovacchia           |
| 10 | Marek Patúc      | S     | 9 luglio 1983     | Slovacchia           |
| 11 | Marcel Kišš      | S     | 4 settembre 1987  | Slovacchia           |
| 12 | Dávid Ferencz    | P     | 23 luglio 1992    | Slovacchia           |
| 13 | Peter Czápa      | C     | 25 febbraio 1987  | Slovacchia           |
| 14 | Filip Kubica     | S     | 18 gennaio 1994   | Slovacchia           |
| 15 | Peter Moravčík   | C     | 17 marzo 1977     | Slovacchia           |
| 16 | Boris Demeter    | S/O   | 25 maggio 1982    | Slovacchia           |
| 17 | Máté Habán       | S     | 14 ottobre 1994   | Slovacchia           |
| 18 | Gábor Dolník     | C     | 31 luglio 1994    | Slovacchia           |
| 19 | Štefan Jalšovský | C     | 13 giugno 1984    | Slovacchia           |
| 20 | Milan Lízala     | S     | 29 gennaio 1991   | Slovacchia           |
| 21 | Juraj Chochol    | P     | 18 maggio 1975    | Slovacchia           |

## Volejbalový Oddiel Spartak VKP Myjava
| N° | Nome              | Ruolo | Data di nascita  | Nazionalità sportiva |
| -- | ----------------- | ----- | ---------------- | -------------------- |
| -  | Martin Májek      | All   | 23 novembre 1977 | Slovacchia           |
| 1  | Ľuboš Ochodnický  | L     | 13 giugno 1984   | Slovacchia           |
| 2  | Ján Leškanič      | S/O   | 25 aprile 1991   | Slovacchia           |
| 3  | Martin Vydarený   | L     | 26 luglio 1994   | Slovacchia           |
| 4  | Martin Pipa       | L     | 3 settembre 1974 | Slovacchia           |
| 5  | Maroš Hinduliak   | C     | 27 novembre 1989 | Slovacchia           |
| 6  | Ján Halaj         | P     | 17 giugno 1991   | Slovacchia           |
| 7  | Tomáš Kriško      | S     | 19 dicembre 1988 | Slovacchia           |
| 8  | Dominik Mračko    | S     | 3 gennaio 1982   | Slovacchia           |
| 9  | Dušan Gálik       | P     | 28 novembre 1969 | Slovacchia           |
| 10 | Matúš Durec       | C     | 22 febbraio 1994 | Slovacchia           |
| 11 | Robin Pělucha     | C     | 23 novembre 1980 | Slovacchia           |
| 12 | Jaroslaw Lech     | S     | 29 luglio 1984   | Slovacchia           |
| 12 | Jaroslav Petrucha | C     | 12 luglio 1973   | Slovacchia           |
| 13 | Andrej Barbierik  | S/O   | 13 luglio 1978   | Slovacchia           |
| 14 | Miloš Horník      | S     | 17 marzo 1990    | Slovacchia           |
| 15 | Jakub Krč         | S     | 27 gennaio 1985  | Slovacchia           |
| 19 | Martin Mikula     | P     | 30 luglio 1979   | Slovacchia           |

## Volejbalový Klub Ekonóm SPU Nitra
| N° | Nome             | Ruolo | Data di nascita   | Nazionalità sportiva |
| -- | ---------------- | ----- | ----------------- | -------------------- |
| -  | Daniel Oravec    | All   | -                 | Slovacchia           |
| 1  | Marek Ludha      | S     | 19 novembre 1993  | Slovacchia           |
| 1  | Miroslav Šomko   | C     | 23 febbraio 1983  | Slovacchia           |
| 2  | Lukáš Sťahuliak  | S/O   | 29 luglio 1994    | Slovacchia           |
| 3  | Peter Petrík     | P     | 3 luglio 1990     | Slovacchia           |
| 4  | Libor Čužna      | P     | 25 maggio 1989    | Slovacchia           |
| 5  | Boris Kempa      | S     | 25 maggio 1991    | Slovacchia           |
| 6  | Matúš Švec       | -     | 15 luglio 1995    | Slovacchia           |
| 7  | Peter Porubský   | P     | 29 marzo 1995     | Slovacchia           |
| 8  | Lukáš Marciš     | C     | 8 dicembre 1989   | Slovacchia           |
| 9  | Pavel Galandák   | S/O   | 15 giugno 1994    | Slovacchia           |
| 11 | Martin Turis     | L     | 27 agosto 1993    | Slovacchia           |
| 12 | Daniel Mikušovič | S     | 4 marzo 1989      | Slovacchia           |
| 13 | Martin Hláčik    | S     | 9 gennaio 1993    | Slovacchia           |
| 14 | Tomáš Pázmány    | S     | 4 maggio 1994     | Slovacchia           |
| 15 | Adam Hoďák       | C     | 12 settembre 1995 | Slovacchia           |
| 16 | Miroslav Sako    | C     | 12 maggio 1990    | Slovacchia           |
| 17 | Filip Zvolenský  | P     | 18 giugno 1995    | Slovacchia           |
| 18 | Radovan Mészároš | C     | 7 novembre 1993   | Slovacchia           |
| -  | Martin Dobiaš    | S     | 20 novembre 1992  | Slovacchia           |

## Volejbalový Klub Mirad PU Presov
| N° | Nome              | Ruolo | Data di nascita   | Nazionalità sportiva |
| -- | ----------------- | ----- | ----------------- | -------------------- |
| -  | Ľuboslav Šalata   | All   | 27 luglio 1972    | Slovacchia           |
| 1  | Jozef Peleščák    | S/O   | 11 dicembre 1991  | Slovacchia           |
| 4  | Marcel Lux        | S     | 27 luglio 1994    | Slovacchia           |
| 6  | Matej Faron       | C     | 21 maggio 1989    | Slovacchia           |
| 7  | Matej Andráš      | C     | 3 ottobre 1993    | Slovacchia           |
| 8  | Michal Hudák      | S     | 10 agosto 1989    | Slovacchia           |
| 9  | Kamil Pavlinský   | S     | 31 agosto 1995    | Slovacchia           |
| 10 | Ľuboš Macko       | C     | 7 giugno 1989     | Slovacchia           |
| 11 | Jakub Gondžúr     | S/O   | 27 settembre 1995 | Slovacchia           |
| 12 | Stanislav Lampart | P     | 5 aprile 1983     | Slovacchia           |
| 13 | Ľubomír Závacký   | P     | 16 gennaio 1987   | Slovacchia           |
| 14 | Erik Digaňa       | S     | 19 settembre 1989 | Slovacchia           |
| 17 | Michal Rajduga    | S/O   | 13 marzo 1986     | Slovacchia           |
| 18 | Tomáš Lampart     | L     | 6 luglio 1985     | Slovacchia           |
| 19 | Boris Brajer      | P     | 11 marzo 1993     | Slovacchia           |

## Volejbalový Klub Prievidza
| N° | Nome            | Ruolo | Data di nascita   | Nazionalità sportiva |
| -- | --------------- | ----- | ----------------- | -------------------- |
| -  | Ivan Hiadlovský | All   | -                 | Slovacchia           |
| 1  | Ivan Valent     | P     | 30 settembre 1985 | Slovacchia           |
| 2  | Peter Varga     | L     | 28 dicembre 1976  | Slovacchia           |
| 5  | Ivan Povrazník  | S     | 24 dicembre 1986  | Slovacchia           |
| 6  | Matúš Michalec  | C     | 13 luglio 1984    | Slovacchia           |
| 7  | Roman Kašša     | P     | 6 gennaio 1985    | Slovacchia           |
| 8  | Patrik Šimko    | C     | 22 agosto 1991    | Slovacchia           |
| 9  | Milan Frajt     | S     | 14 giugno 1995    | Slovacchia           |
| 10 | Kervin Piñerúa  | S/O   | 22 febbraio 1991  | Venezuela            |
| 11 | Peter Mendel    | S     | 16 settembre 1991 | Slovacchia           |
| 12 | Michal Sládeček | P     | 12 febbraio 1980  | Slovacchia           |
| 13 | Matej Kubš      | S     | 26 maggio 1988    | Slovacchia           |
| 14 | Marián Hrušík   | S     | 2 gennaio 1989    | Slovacchia           |
| 16 | Adam Kušnier    | C     | 30 gennaio 1985   | Slovacchia           |
| 17 | Marek Hraňo     | L     | 15 settembre 1987 | Slovacchia           |
| 18 | Daniel Mečiar   | P     | 23 aprile 1992    | Slovacchia           |
| 19 | Peter Štepánek  | S     | 4 agosto 1973     | Slovacchia           |
| -  | Adam Hlásny     | S/O   | 1º settembre 1994 | Slovacchia           |
| -  | Roman Škrek     | S     | 14 dicembre 1987  | Slovacchia           |

## Volejbalový Klub Mesta Stará Ľubovňa
| N° | Nome              | Ruolo | Data di nascita  | Nazionalità sportiva |
| -- | ----------------- | ----- | ---------------- | -------------------- |
| -  | Ján Senko         | All   | -                | Slovacchia           |
| 1  | Matej Senko       | S     | 26 aprile 1991   | Slovacchia           |
| 2  | Kamil Feňo        | P     | 28 dicembre 1983 | Slovacchia           |
| 4  | Dávid Fecko       | C     | 2 giugno 1990    | Slovacchia           |
| 6  | Miroslav Senko    | L     | 6 giugno 1990    | Slovacchia           |
| 7  | Marek Pollák      | C     | 20 giugno 1980   | Slovacchia           |
| 8  | Maroš Kasperkevič | P     | 12 dicembre 1993 | Slovacchia           |
| 9  | Milan Hriňák      | S     | 15 ottobre 1985  | Slovacchia           |
| 10 | Marek Kseňák      | P     | 23 giugno 1979   | Slovacchia           |
| 11 | Juraj Lacek       | S/O   | 16 dicembre 1986 | Slovacchia           |
| 12 | Tomáš Gut         | S     | 12 gennaio 1987  | Slovacchia           |
| 13 | Pavol Barlík      | S     | 15 maggio 1985   | Slovacchia           |
| 14 | Maciej Mędrzyk    | L     | 2 marzo 1988     | Polonia              |
| 15 | Peter Buvalič     | S     | 20 agosto 1992   | Slovacchia           |
| 16 | Peter Malachovský | S/O   | 25 dicembre 1996 | Slovacchia           |
| 17 | Mateusz Mędrzyk   | S     | 2 marzo 1988     | Polonia              |
| 18 | Dušan Müncner     | C     | 26 maggio 1975   | Slovacchia           |

## Volejbalový Klub Slávia Svidník
| N° | Nome            | Ruolo | Data di nascita   | Nazionalità sportiva |
| -- | --------------- | ----- | ----------------- | -------------------- |
| -  | Peter Kalný     | All   | -                 | Slovacchia           |
| 1  | Marián Vitko    | L     | 10 febbraio 1994  | Slovacchia           |
| 3  | Jakub Kuchárik  | S/O   | 25 aprile 1992    | Slovacchia           |
| 4  | Peter Tholt     | S/O   | 10 luglio 1979    | Slovacchia           |
| 7  | Miloš Labik     | C     | 6 febbraio 1989   | Slovacchia           |
| 8  | Stanislav Soták | P     | 6 aprile 1984     | Slovacchia           |
| 9  | Martin Hauer    | P     | 8 agosto 1991     | Slovacchia           |
| 10 | Jakub Bucki     | S/O   | 13 agosto 1988    | Polonia              |
| 12 | Juraj Drobňák   | S     | 30 maggio 1989    | Slovacchia           |
| 13 | Ondrej Hruboška | L     | 13 maggio 1988    | Slovacchia           |
| 14 | Tomáš Skasko    | C     | 11 settembre 1990 | Slovacchia           |
| 15 | Marek Olejar    | L     | 9 febbraio 1990   | Slovacchia           |
| 16 | Radoslav Száraz | C     | 14 gennaio 1989   | Slovacchia           |
| 17 | Martin Sopko    | S     | 30 gennaio 1987   | Slovacchia           |
| 18 | Marek Malina    | S     | 16 ottobre 1988   | Slovacchia           |

## COP Volley Trenčín
| N° | Nome                | Ruolo | Data di nascita  | Nazionalità sportiva |
| -- | ------------------- | ----- | ---------------- | -------------------- |
| -  | Miroslav Palgut     | All   | 16 maggio 1965   | Slovacchia           |
| 1  | Július Firkaľ       | S     | 14 gennaio 1998  | Slovacchia           |
| 2  | Michal Petráš       | S     | 5 dicembre 1996  | Slovacchia           |
| 3  | Šimon Krajčovič     | C     | 28 giugno 1996   | Slovacchia           |
| 4  | Juraj Jurko         | P     | 11 dicembre 1995 | Slovacchia           |
| 5  | Filip Gavenda       | S     | 13 gennaio 1996  | Slovacchia           |
| 6  | Ján Tarabus         | C     | 27 agosto 1995   | Slovacchia           |
| 7  | Patrik Lamanec      | S/O   | 28 dicembre 1995 | Slovacchia           |
| 8  | Ľuboš Nemec         | L     | 2 marzo 1995     | Slovacchia           |
| 9  | Ľuboš Horváth       | C     | 26 marzo 1997    | Slovacchia           |
| 10 | Juraj Rak           | S     | 14 marzo 1997    | Slovacchia           |
| 11 | Kamil Kyšeľa        | L     | 4 novembre 1997  | Slovacchia           |
| 12 | Peter Ondrovič      | C     | 28 marzo 1995    | Slovacchia           |
| 13 | Richard Karczub     | C     | 26 aprile 1995   | Slovacchia           |
| 14 | Richard Stratený    | P     | 4 agosto 1995    | Slovacchia           |
| 15 | Peter Barták        | P     | 27 novembre 1996 | Slovacchia           |
| 16 | Jakub Kováč         | C     | 13 maggio 1997   | Slovacchia           |
| 17 | Marek Mečiar        | S     | 20 novembre 1996 | Slovacchia           |
| 18 | Marko Putera        | S     | 16 dicembre 1995 | Slovacchia           |
| 19 | Ivan Fuljer         | P     | 11 febbraio 1997 | Slovacchia           |
| 20 | Frederik Gašparovič | L     | 2 giugno 1994    | Slovacchia           |
| 21 | Patrik Levčík       | C     | 5 dicembre 1994  | Slovacchia           |
| 22 | Jakub Mikula        | S/O   | 2 dicembre 1997  | Slovacchia           |
| 23 | Šimon Nemergut      | C     | 29 gennaio 1998  | Slovacchia           |
| 24 | Tomáš Patúc         | S     | 21 aprile 1997   | Slovacchia           |
| 25 | Jakub Petráš        | S/O   | 9 maggio 1998    | Slovacchia           |
| 26 | Ján Vašek           | S     | 23 febbraio 1995 | Slovacchia           |
| 27 | Šimon Priadka       | C     | 1º ottobre 1994  | Slovacchia           |
| 28 | Martin Jančura      | S     | 4 maggio 1997    | Slovacchia           |